# Алера (Крез)
Алера (фр. Alleyrat) насеље је и општина у централној Француској у региону Лимузен, у департману Крез која припада префектури Обисон.
По подацима из 2011. године у општини је живело 144 становника, а густина насељености је износила 15,09 становника/km². Општина се простире на површини од 9,54 km². Налази се на средњој надморској висини од 470 метара (максималној 589 m, а минималној 396 m).

## Демографија
| 1962. | 1968. | 1975. | 1982. | 1990. | 1999. | 2011. |
| ----- | ----- | ----- | ----- | ----- | ----- | ----- |
| 195   | 205   | 176   | 174   | 169   | 166   | 144   |

График промене броја становника у току последњих година